# Marton, Middlesbrough
Marton är en stadsdel i Middlesbrough, i kommunen Borough of Middlesbrough, i grevskapet North Yorkshire, i England. Ward hade 4 728 invånare år 2011. Marton var en civil parish fram till 1968 när blev den en del av Teesside. Civil parish hade 4 393 invånare år 1961. Byn nämndes i Domedagsboken (Domesday Book) år 1086, och kallades då Martona/Martun/Martune.